# The K Club
The Kildare Hotel and Country Club wordt meestal de The K Club genoemd. Het ligt in Straffan, in het graafschap Kildare.

## Restaurant
The K Club bezit een restaurant dat één Michelinster mocht dragen in 1993 en 1994.

## Straffan House
Het hotel ligt op de grond van Straffan House, en werd rond 1830 gebouwd door Hugh Barton. Het bleef eigendom van de familie Barton tot na de Tweede Wereldoorlog. Het hele complex is sinds 1988 eigendom van Michael Smurfit (van de Jefferson Smurfit Group), die het tot hotel verbouwde. De opening van het hotel was in 1992. In 2005 kocht Michael Smurfit het hotel samen met zijn compagnon Gerry Gannon.

## Golf
Bij het hotel zijn twee 18-holes golfbanen, de Smurfit baan en de Palmer baan. Beiden zijn door Arnold Palmer ontworpen. Hier werd van 1995 t/m 2007 het Smurfit European Open gespeeld.
| Jaar | Winnaar             | Land          |
| ---- | ------------------- | ------------- |
| 1995 | Bernhard Langer     | Duitsland     |
| 1996 | Per-Ulrik Johansson | Zweden        |
| 1997 | Per-Ulrik Johansson | Zweden        |
| 1998 | Mathias Grönberg    | Zweden        |
| 1999 | Lee Westwood        | Engeland      |
| 2000 | Lee Westwood        | Engeland      |
| 2001 | Darren Clarke       | Ierland       |
| 2002 | Michael Campbell    | Nieuw-Zeeland |
| 2003 | Phillip Price       | Wales         |
| 2004 | Retief Goosen       | Zuid-Afrika   |
| 2005 | Kenneth Ferrie      | Engeland      |
| 2006 | Stephen Dodd        | Wales         |
| 2007 | Colin Montgomerie   | Schotland     |

In 2006 werd de Ryder Cup op de 'Palmer baan' gespeeld.